# Ансі (Естонія)
А́нсі (ест. Ansi küla) — село в Естонії, у волості Ляене-Сааре повіту Сааремаа.

## Населення
Чисельність населення на 31 грудня 2011 року становила 25 осіб.

## Географія
Через село проходить автошлях 101 (Тиллі — Мустьяла — Таґаранна).

## Історія
До 12 грудня 2014 року село входило до складу волості Каарма.